# 长春出版社

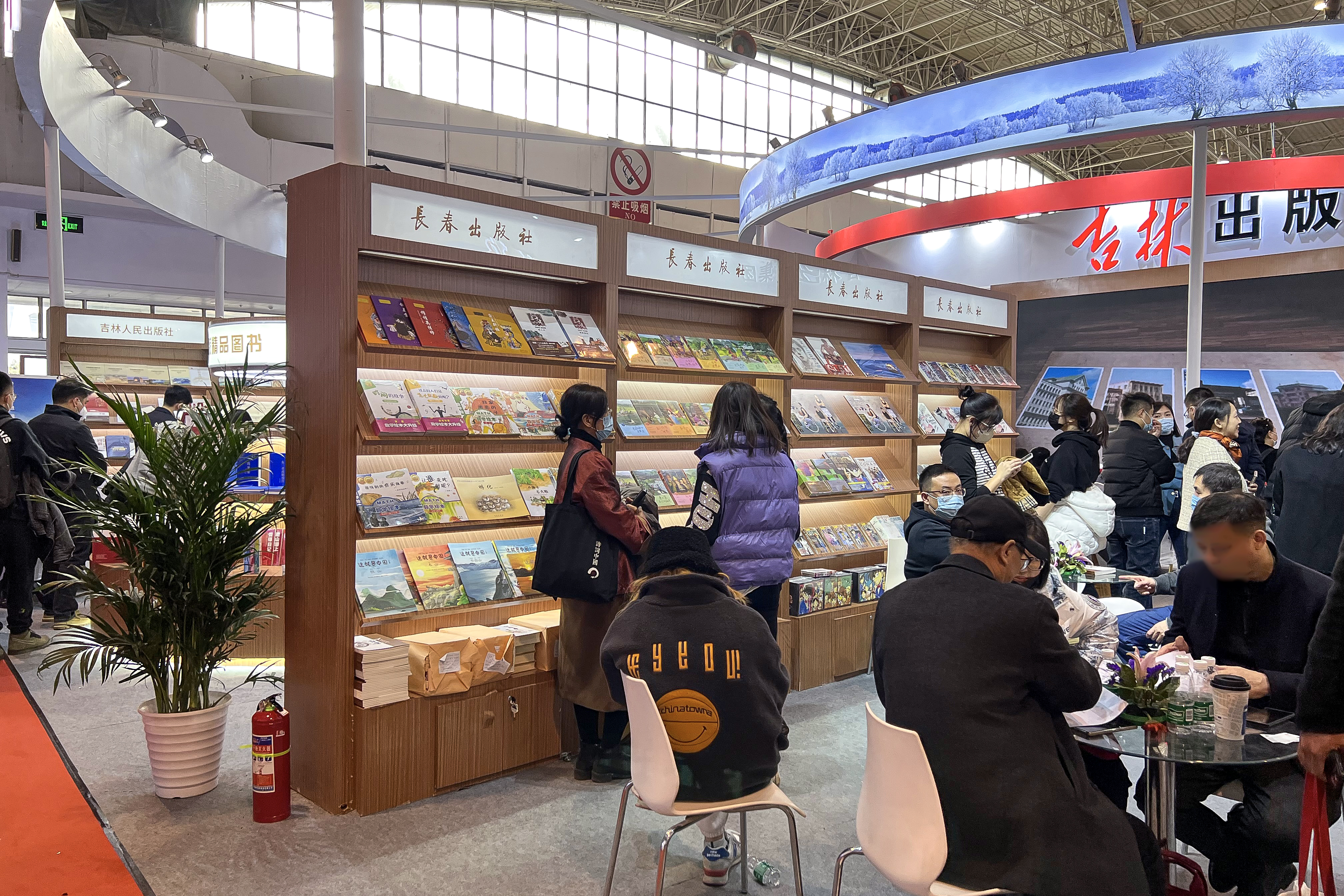
长春出版社在第35届北京图书订货会上的展位

长春出版社是一家中华人民共和国吉林省长春市市委直属的城市出版社，成立于1988年11月。现有11个部门，ISBN代码为978-7-5445。其出版物涵盖了教材、人文社科和电子音像等多个领域，2009年被评选为全国百佳图书出版单位（社科类）。该社目前为《名侦探柯南》在中国大陆地区的单行本发行版权方。

## 出版日本漫画
- 《名侦探柯南》（青山刚昌）
- 《魔术快斗》（青山刚昌）
- 《灌篮高手》（井上雄彦）
- 《入间同学入魔了》（西修）
- 《命运强手》（井上雄彦）
- 《ULTRAMAN》（原作：清水榮一 作畫：下口智裕）
- 《哆啦A梦电影版新装完全版》（藤子·F·不二雄）
- 《石纪元》（原作：稲垣理一郎 作画：Boichi）
- 《名侦探柯南：犯人犯泽先生》（原作：青山刚昌 作画：神庭麻由子）

### 预定发行
- 《BEASTARS》（板垣巴留）
- 《假面骑士空我》（原作：石ノ森章太郎・脚本：井上敏樹・作画：横島一・企划：白倉伸一郎）